# Repülős bandita
A Repülős bandita (eredeti cím: Bandit) 2022-ben bemutatott kanadai életrajzi-bűnügyi film Allan Ungar rendezésében. Kraig Wenman forgatókönyve nagyrészt a Robert Knuckle és Ed Arnold 1996-ban megjelent, The Flying Bandit című könyvében szereplő interjúkon és beszámolókon alapul.A főbb szerepekben Josh Duhamel, Elisha Cuthbert, Nestor Carbonell és Mel Gibson látható. 
A Redbox Entertainment és a Quiver Distribution megvásárolta a film észak-amerikai forgalmazási jogait, és 2022. szeptember 23-án mozikban, illetve Video on Demand szolgáltatáson keresztül is bemutatta. Általánosságban pozitív véleményeket kapott a kritikusoktól, akik eddigi legjobb alakításának nevezték.

## Cselekmény
Gilbert Galvan Jr., az elbűvölő modorú hivatásos bűnöző megszökik egy michigani börtönből. A határon átkelve a kanadai Ontarióba megy, ahol Robert Whiteman néven új személyazonosságot vesz fel. Miután beleszeret egy olyan nőbe, akiről anyagi szempontból nem tud gondoskodni, bankrabláshoz folyamodik, és rájön, hogy kivételesen jó benne. 
Biztonsági elemzőnek álcázva magát Robert elkezdi körberepülni az országot, és egy nap alatt több várost is kirabol. Ezzel felkelti az országos hírügynökségek figyelmét, akik „A repülős bandita” néven emlegetik. Mivel hírneve rekordidő alatt növekszik, egy könyörtelen nyomozó közvetlen látókörébe kerül, aki semmitől sem riad vissza, hogy elkapja.

## Szereplők
| Szerep                               | Színész          | Magyar hang     |
| ------------------------------------ | ---------------- | --------------- |
| Gilbert Galvan Jr. / Robert Whiteman | Josh Duhamel     | Bozsó Péter     |
| Tommy Kay                            | Mel Gibson       | Sörös Sándor    |
| Andrea Hudson                        | Elisha Cuthbert  | Zsigmond Tamara |
| John Snydes                          | Nestor Carbonell |                 |

## A film készítése
2020. október 30-án jelentették be, hogy Josh Duhamel játssza Gilbert Galvan Jr. szerepét Robert Knuckle The Flying Bandit című könyvének adaptációjában, amely Galvan életét mutatja be. 2021. május 19-én Mel Gibson és Elisha Cuthbert csatlakozott a szereplőgárdához. 2021. június 15-én  Nestor Carbonell csatlakozott a stábhoz, mint a Duhamelre vadászó nyomozó.
A forgatás eredetileg Vancouverben és Ottawában zajlott volna, de a COVID-19 világjárvány miatt a forgatás nagy részét Georgia államba helyezték át. 2021 májusában és júniusában filmes stábok jelenlétéről számoltak be Valdosta területén és annak környékén. További jelenetek felvételére Ottawában került sor 2021 szeptemberében.

## Fogadtatás
A film túlnyomórészt pozitív kritikákat kapott, leginkább Josh Duhamel (karrierje eddigi legjobbjának tartott) alakítását és Ungar rendezését emelve ki. A Rotten Tomatoes 35 kritika alapján 74%-ra értékelte, szintén méltatva Duhamel színészi játékát.

## Fordítás
- Ez a szócikk részben vagy egészben  a   Bandit (film) című angol Wikipédia-szócikk ezen változatának fordításán alapul.  Az eredeti cikk szerkesztőit annak laptörténete sorolja fel. Ez a jelzés csupán a megfogalmazás eredetét és a szerzői jogokat jelzi, nem szolgál a cikkben szereplő információk forrásmegjelöléseként.